# Капран Клавдія Омелянівна
Кла́вдія Омеля́нівна Капран (Матвіє́нко) (нар. 1921, село Іванівка, тепер селище Антрацитівського району Луганської області — ?) — українська радянська діячка, інженер, майстер пресового цеху, старший інженер виробничого відділу Часів-Ярського шамотного заводу імені Орджонікідзе Сталінської області. Депутат Верховної Ради УРСР 2—3-го скликань.

## Біографія
Народилася у родині робітника Омеляна Матвієнка. У 1939 році закінчила 10 класів середньої школи і поступила в Харківський хіміко-технологічний інститут.
Під час німецько-радянської війни була евакуйована разом із інститутом у місто Чирчик Узбецької РСР, де продовжила навчання. У 1944 році закінчила інститут та здобула спеціальність інженера-хіміка.
З 1944 року — начальник зміни, майстер пресового цеху, старший інженер виробничого відділу Часів-Ярського шамотного заводу (заводу вогнетривких виробів) імені Серго Орджонікідзе Артемівського району Сталінської області.
Член ВКП(б) з 1948 року.